# Mensur Mujdža
Mensur Mujdža est un ancien footballeur international bosnien d'origine croate, né le 28 mars 1984 à Zagreb en Croatie.
Avec sa sélection, il participe à la Coupe du monde de 2014.

## Biographie
Bien que né en Croatie, mais originaire de Doboj en Bosnie-Herzégovine, il choisit de poursuivre sa carrière internationale avec la sélection bosnienne.
Son grand frère Jasmin Mujdža (en) avait fait le même choix, à la fin des années 1990.